# Jan Nedbal
Jan Nedbal (* 26. září 1990 Děčín) je český herec.

## Životopis
Pochází z Děčína, kde absolvoval obor praktická sestra na střední zdravotnické škole. Poté vystudoval herectví na pražské DAMU, na katedře Alternativního a loutkového divadla, pod vedením Petry Tejnorové. Po skončení studií odjel do Norska a působil v tamním divadle Transiteatret-Bergen.
V roce 2018 se začal objevovat na televizních obrazovkách v malých rolích, v seriálech Inspektor Max, Tátové na tahu nebo Lynč. V roce 2019 ztvárnil jednu z hlavních rolí v internetovém seriálu Skvrna. O rok později si zahrál jednu z hlavních rolí v seriálu Sestřičky Modrý kód. Ve stejném roce se také objevil v roli Zdeňka Šporka v minisérii Herec. V roce 2021 ztvárnil básníka Václava Bolemíra Nebeského, milence Boženy Němcové, v minisérii Božena.
Kromě televizních a filmových rolí se věnuje též divadelnímu herectví. Od roku 2019 je v angažmá plzeňského Divadla J. K. Tyla. Kromě toho též hostuje ve hře Podivuhodný případ pana Holmese v Divadlo Na zábradlí, v Národním a Stavovském divadle ve hrách Plukovník Švec a Kouzelná země nebo v autorském představení Tamura v divadle Alfréd ve dvoře. V roce 2021 a 2022 ztvárnil mladšího Jana Wericha (v alternaci s Vojtěchem Kotkem) v představení Werich, na letní scéně Muzea Kampa. V roce 2022 také vyšel film Poslední závod, kde ztvárnil vedlejší roli – Josefa Feisteuera

## Filmografie
| Rok       | Název               | Role                   | Poznámky                                          |
| --------- | ------------------- | ---------------------- | ------------------------------------------------- |
| 2013      | Strach              | Honza                  | krátkometrážní film                               |
| 2014      | Božská částice      | Marek                  | studentský film                                   |
| 2018      | Inspektor Max       | Jimmy                  | televizní seriál, díl: „Závody se smrtí“          |
| 2018      | Specialisté         | Patrik Verner          | televizní seriál, díl: „Skok do prázdna“          |
| 2018      | Život je hra        | Janek, kamarád Evy     | internetový seriál, díl: „Neukázat pindíka“       |
| 2018      | Tátové na tahu      | Max                    | televizní seriál, 5. díl                          |
| 2018      | Lynč                | Ondřej                 | televizní seriál, 3 díly                          |
| 2019      | Tuláci              | David                  | studentský film                                   |
| 2019      | Skvrna              | Maty                   | internetový seriál                                |
| 2019      | Modrý kód           | Mgr. Petr Holeček      | televizní seriál, díl: „ Zkusíme to ještě jednou“ |
| 2020      | Herec               | Zdeněk Špork           | televizní minisérie                               |
| 2020      | Zpráva              | Pavel                  |                                                   |
| 2020–2021 | Sestřičky Modrý kód | Lukáš Hartman          | televizní seriál                                  |
| 2021      | Božena              | Václav Bolemír Nebeský | televizní minisérie                               |
| 2022      | Poslední závod      | Feistauer              |                                                   |
| 2023      | Bratři              | Ctirad Mašín           |                                                   |
| 2023      | Matematika zločinu  | Tomáš Toman            | televizní minisérie                               |
| 2024      | Hrdina              | Adam Hrdina            | televizní seriál                                  |
| 2024      | Vlny                | Zdeněk Šimr            |                                                   |
| 2024      | Mozaika             | Michal Jirsa           | televizní seriál                                  |

## Divadelní role, výběr
- 2018 Josef Kajetán Tyl: Drahomíra a její synové (Krvavé křtiny), Tyra, zajatý Maďar a sluha Hněvsův, Divadlo J. K. Tyla, režie Filip Nuckolls
- 2018 Alan Hollinghurst: Linie krásy, Tristao, Divadlo J. K. Tyla, režie Natália Deáková
- 2018 Arthur Conan Doyle, David Jařab: Podivuhodný případ pana Holmese, Nadjib, Divadlo Na zábradlí, režie David Jařab[7]
- 2018 Rudolf Medek, Jiří Havelka, Marta Ljubková: Plukovník Švec, dobrovolec, Nová scéna Národního divadla, režie Jiří Havelka
- 2019 Sofoklés: Antigona, Haimón (v alternaci s Matyášem Darnadym), Divadlo J. K. Tyla, režie Štěpán Pácl
- 2019 Jáchym Topol, Jan Mikulášek, Marta Ljubková: Kouzelná země, Standa, Stavovské divadlo, režie Jan Mikulášek